# Thomas Hay (9. hrabia Kinnoull)
Thomas Hay, 9. hrabia Kinnoull (ur. 4 lipca 1710, zm. 27 września 1787) był szkockim parem i brytyjskim politykiem. Hrabia Kinnoul od 1759.
Był członkiem brytyjskiego parlamentu reprezentując miasto Cambridge. Kanclerz Uniwersytetu w St Andrews w latach 1765–1787. W okresie 1759–1762 brytyjski ambasador w Lizbonie.